# شاه‌ماهی‌های باختری
شاه‌ماهی‌های باختری (نام علمی: Harengula) نام یک سرده از تیره شگ‌ماهیان است.